# 唐绍
唐绍（7世纪—713年），唐朝京兆长安人，唐临之孙。
唐绍博学，精通《三礼》。神龙年间为太常博士。景龙二年（708年），韦皇后上言，后妃、公主及命妇、宫官，安葬之日请给鼓吹乐。唐中宗特制允许。唐绍上疏劝谏，鼓吹之乐，本为军容。公主、王妃已下葬礼用鼓吹，不合礼制。奏疏进上皇帝不纳。
唐绍转任左台侍御史、度支員外郎，兼太常博士。中宗将亲至南郊祭天，国子祭酒祝钦明等承旨韦皇后为亚献，安樂公主終獻，又四季及前代皇帝誕辰日，派遣使者祭陵如皇帝生前参拜。唐绍与博士蒋钦绪坚决反对以为不可。武则天父母昊、順二陵各设置守户五百人，武三思及子武崇训墓各置守户六十人。他说武氏是外戚而陵制与昭陵相同，武三思等超越亲王之制，又上疏劝谏。当时虽都没有被采纳，深深被议论者所称道。唐睿宗即位，又多次陈说时政得失，官至给事中，兼太常少卿，依然主管礼仪之事。
先天二年（713年）冬，唐玄宗在骊山演练军队，唐绍因为拟定的礼仪不合旨意，當斩。唐玄宗既生气练军失仪，把唐绍押到大旗下跪着，右金吾将军李邈马上请求宣敕，于是斩杀。时人痛惜唐绍，于是深恨李邈。不久玄宗后悔，有敕罢李邈之官，终身摈弃不用。

## 延伸阅读
[在维基数据编辑]
 在维基文库阅读此作者作品
 《新唐書·卷113》，出自《新唐書》